# Epiencyrtus artaceae
Epiencyrtus artaceae is een vliesvleugelig insect uit de familie Encyrtidae. De wetenschappelijke naam is voor het eerst geldig gepubliceerd in 1881 door Howard.